# Coiroux
Le Coiroux, également écrit Coyroux, est un ruisseau français, affluent rive droite de la Roanne et sous-affluent de la Dordogne par la Corrèze et la Vézère.

## Géographie

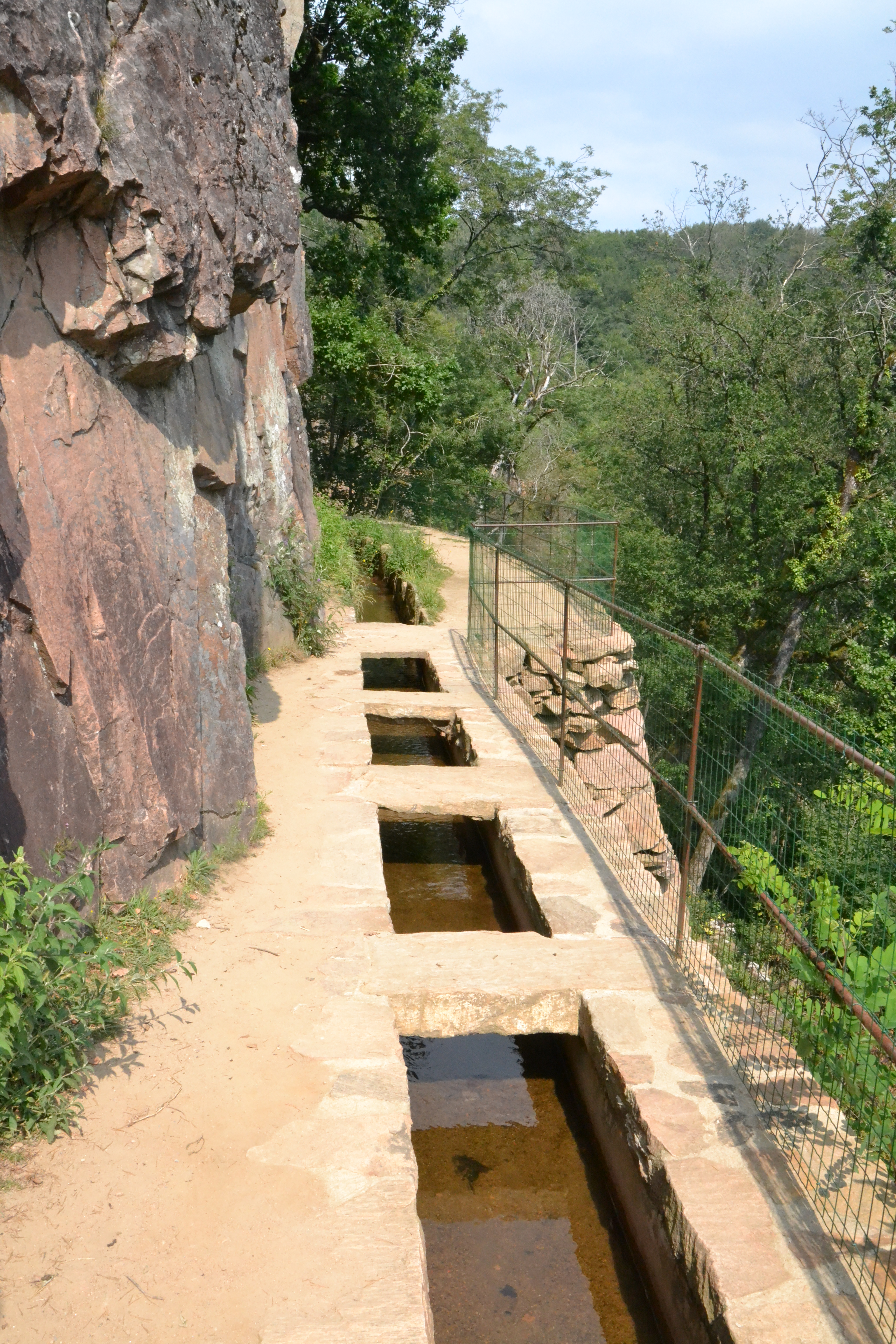
Le canal des moines dans la partie la plus abrupte de son parcours.

D'après le Sandre, le Coiroux prend sa source à 534 mètres au lieu-dit la Croix Rouge, en bordure de la route départementale (RD) 940, sur la commune de Sainte-Fortunade. Selon Paul Joanne en 1890, il prenait naissance « au Puy de la Fourche à 592 mètres » d'altitude.
Il passe sous la RD 48 à deux reprises, puis sous la RD 94 au nord-est du bourg du Chastang. Il est retenu au lac du Coiroux, un plan d'eau artificiel de 24 hectares. Il est franchi une troisième fois par la RD48 et pénètre dans des gorges étroites, atteignant parfois jusqu'à 150 mètres de profondeur. Au passage, il alimente une dérivation. En effet, au XIIe siècle, les moines ont creusé en rive droite, à flanc de rocher, le canal des moines, long d'un kilomètre et demi pour alimenter en eau l'abbaye d'Aubazine. Il passe sous la RD 130 au niveau des ruines gothiques de l'abbaye de femmes de Coyroux, puis en contrebas du bourg d'Aubazines.
Au sortir des gorges, il est franchi par la RD 14, 200 mètres avant de se jeter dans la Roanne en rive droite à 153 mètres d'altitude, deux kilomètres à l'est-sud-est du bourg de Dampniat, au sud du lieu-dit le Bourret.
En 1890, il y avait six moulins et une huilerie le long du Coiroux.
Le Coiroux est long de 11,4 km,

### Affluents
Les cinq affluents du Coiroux répertoriés par le Sandre ont une longueur inférieure à trois kilomètres.
Trois d'entre eux ayant un affluent, le nombre de Strahler du Coiroux est de trois.

### Communes et département traversés
À l'intérieur du département de la Corrèze, le Coiroux arrose cinq communes, soit d'amont vers l'aval : Sainte-Fortunade (source), Le Chastang, Aubazines, Palazinges, Dampniat (confluence avec la Roanne).

### Bassin versant
Son bassin versant s'étend sur 20 km2. Il est constitué à 53,44 % de « forêts et milieux semi-naturels », à 42,47 % de « territoires agricoles », à 3,36 % de « territoires artificialisés » et à 1,06 % de « surfaces en eau ». Outre les cinq communes baignées par le Coiroux, son bassin en concerne également une autre : Albignac, arrosée par un de ses affluents long de 2,5 km.
Selon Paul Joanne en 1890, son bassin s'étendait sur 1 840 hectares.

## Hydrologie
Selon Paul Joanne en 1890, le débit moyen du Coiroux était de 120 litres par seconde, variant de 12 litres par seconde à l'étiage à 3,2 m3/s lors de crues.

## Évènements

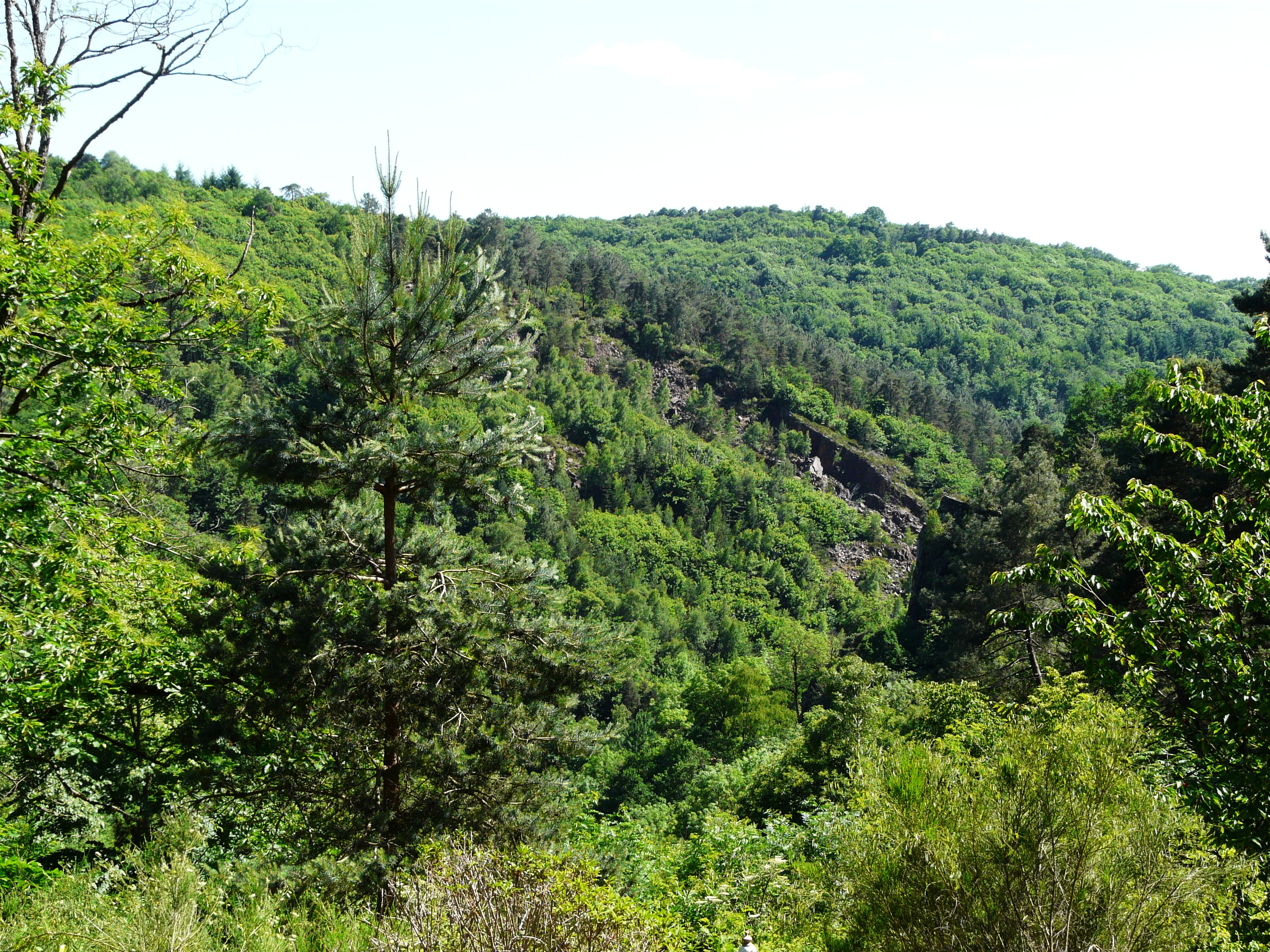
Les gorges du Coiroux au saut de la Bergère.

En septembre 1921, un ouragan s'abat sur la région détruisant l'usine à papier Cassard située au pont de la gare d'Aubazine. Le ruisseau du Coiroux qui emplissait les gorges, a tout détruit sur son passage, causant d'énormes dégâts, particulièrement sur la commune d'Aubazines.

## Environnement
Sur des pentes abruptes, en amont des vestiges du monastère du Coyroux et le long du canal des moines, les gorges du Coiroux forment sur 147 hectares une zone naturelle d'intérêt écologique, faunistique et floristique (ZNIEFF). On y trouve des espèces végétales rares comme l'œillet de Montpellier ou le millepertuis à feuilles linéaires, ou des espèces d'oiseaux remarquables comme l'aigle botté, le cincle plongeur, l'engoulevent d'Europe, le faucon pèlerin ou le grand corbeau.

## Monuments ou sites remarquables à proximité
Sur la commune d'Aubazines :
- le lac du Coiroux et sa base de loisirs[9] ;
- le Puy de Pauliac ;
- le cromlech du Puy de Pauliac[10] ;
- le rocher du Saut de la Bergère et les gorges du Coiroux ;
- l'abbaye Saint-Étienne et son église abbatiale[11] ;
- le canal des moines du XIIe siècle[5] ;
- les ruines du monastère cistercien du Coyroux[12] ;
- le dolmen de Rochesseux.

## Galerie de photos

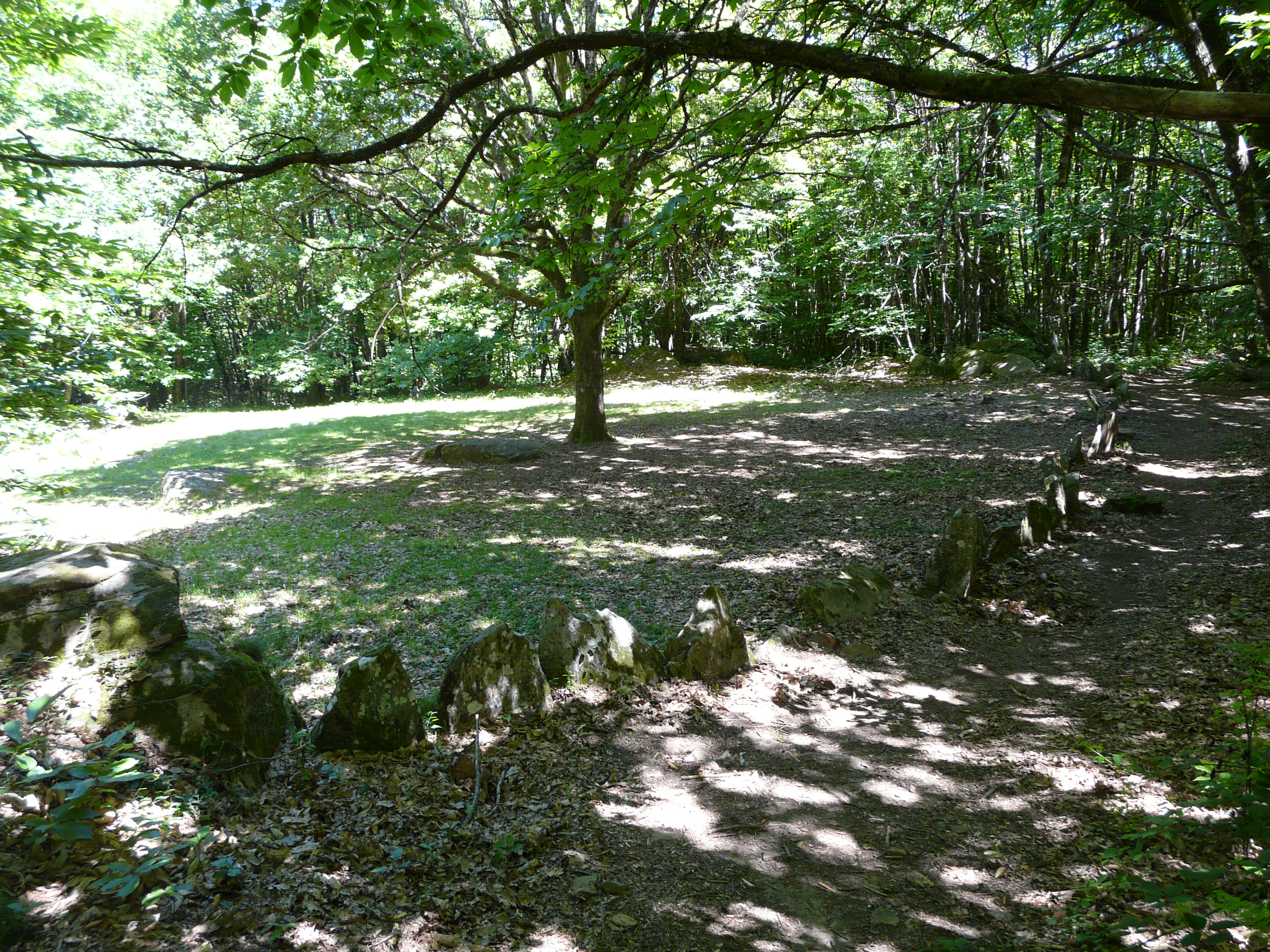
Le cromlech du Puy de Pauliac.
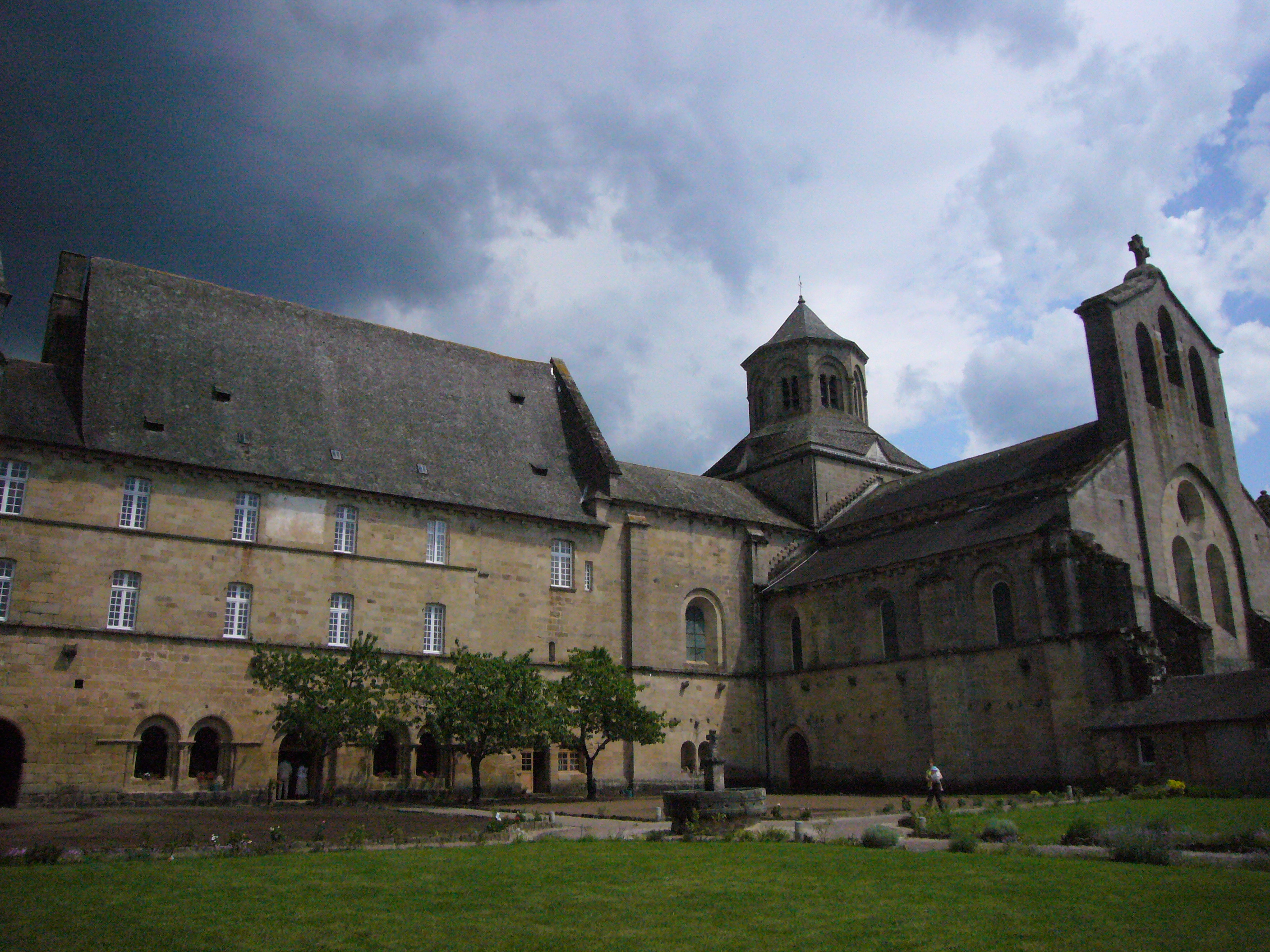
L'abbaye d'Aubazine.
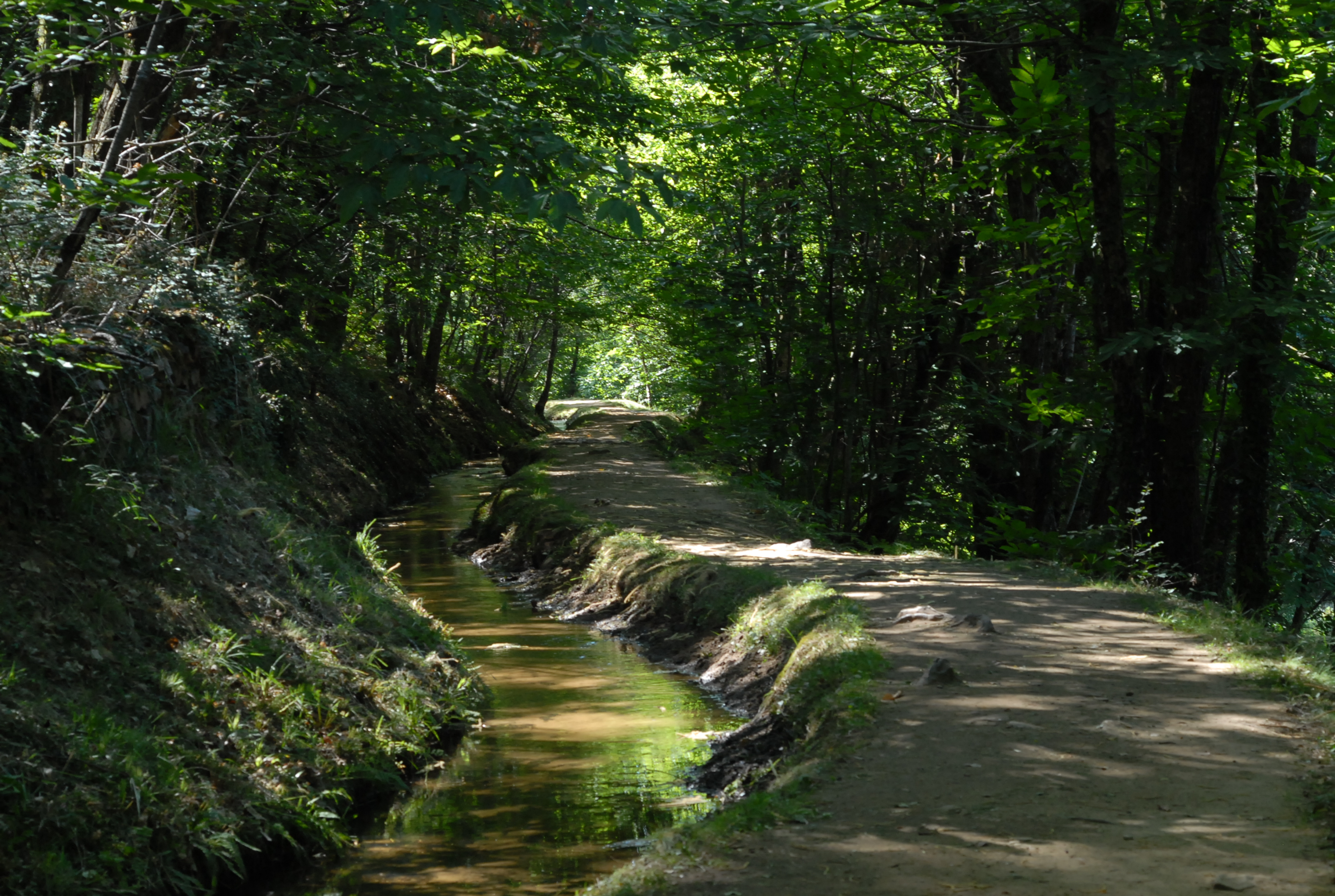
Le canal des moines.
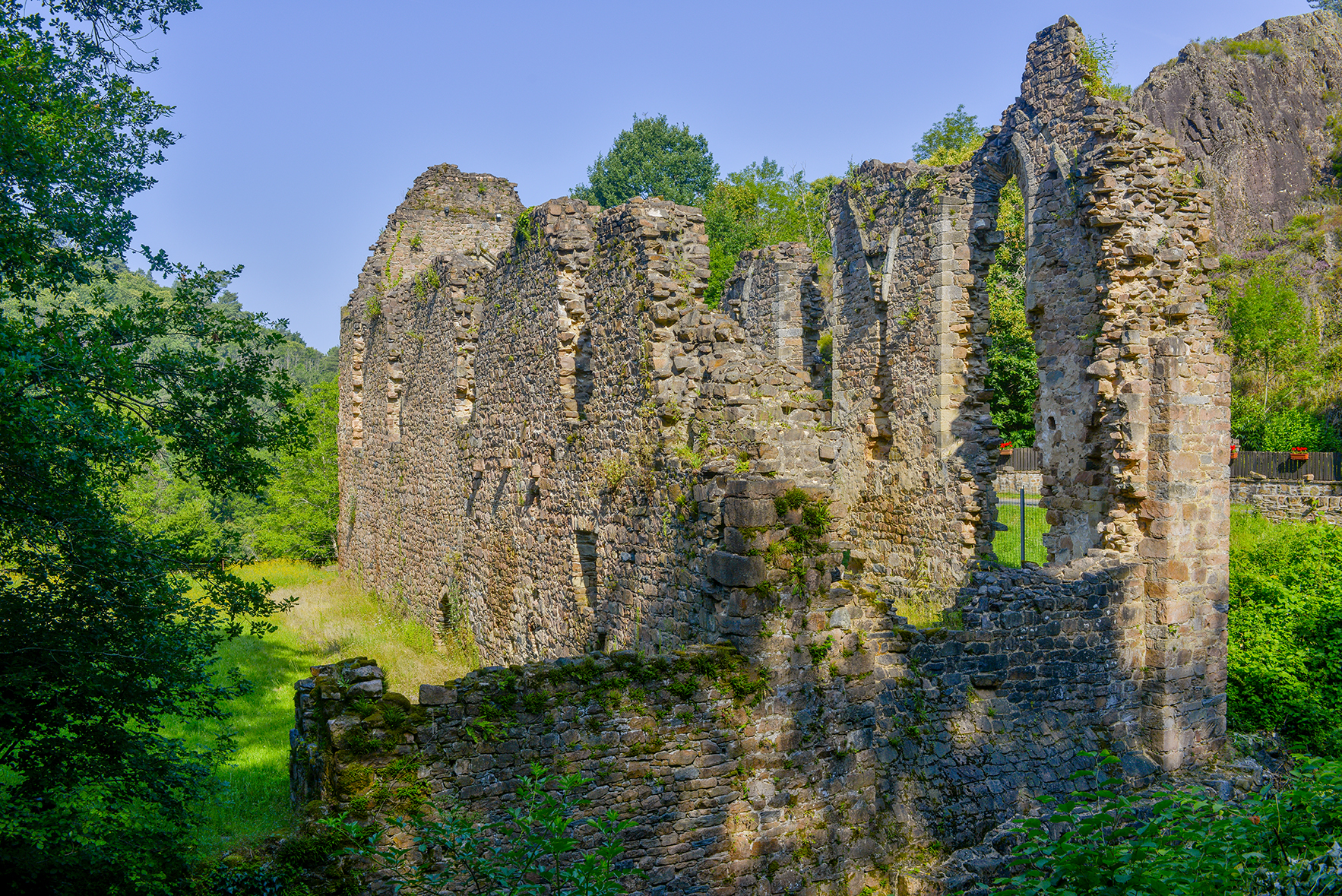
Les vestiges du monastère du Coyroux.
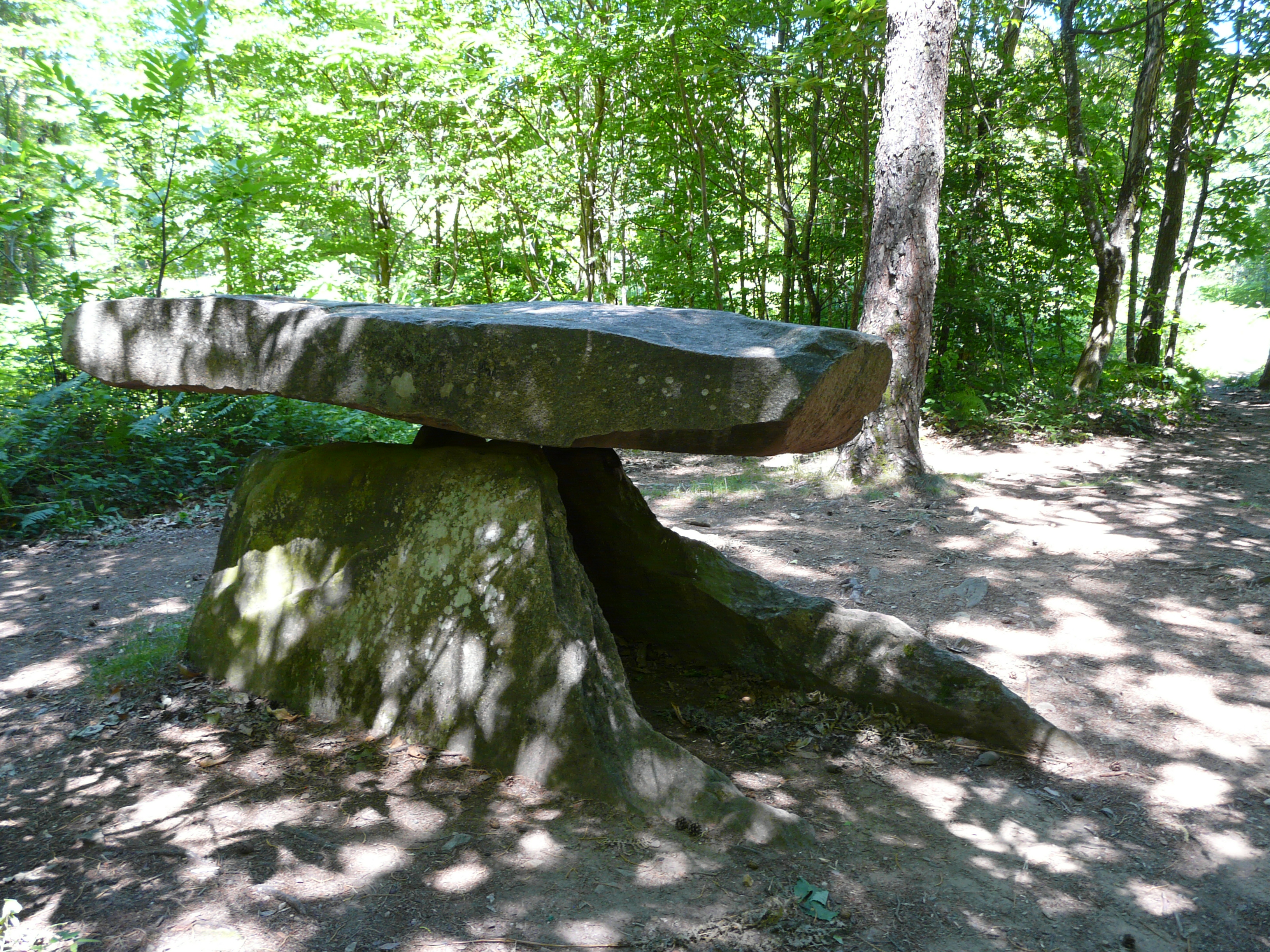
Le dolmen de Rochesseux.